# Wadsworth, Ohio
Wadsworth là một thành phố thuộc quận Medina, tiểu bang Ohio, Hoa Kỳ. Năm 2010, dân số của thành phố này là 21567 người.

## Dân số
- Dân số năm 2000: 18437 người.
- Dân số năm 2010: 21567 người.